# أكسيد الزنك واليوجينول

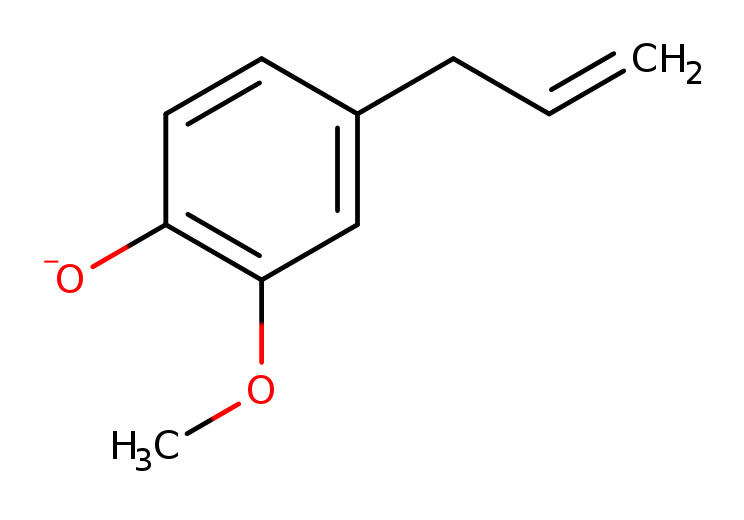

أكسيد الزنك واليوجينول (بالإنجليزية: Zinc oxide-eugenol) (ZOE) هي مادة تتكون من اتحاد أكسيد الزنك واليوجينول الذي يتضمن زيت القرنفل. من تفاعل (حمض-قاعدة )ويحدث مع تشكل  أوجينولات الزنك خلابة، والتفاعل يحفز بالماء ويسارع بوجود الأملاح المعدنية. وأكسيد الزنك واليوجينول يستخدم كحشوه أو اسمنت لصق في طب الأسنان. غالبا يستخدم في طب الأسنان عند وجود نخر عميق أو قريب جدا للعصب أو الغرفة اللبية؛ لأن الأنسجة داخل الأسنان (مثال)لب، يتفاعل بشكل سيئ لتحفيز ثاقب الأسنان(حرارة والاهتزازات), تكراراً ويصبح إجمالاً ملتهب ومرسب في حالة تدعى التهاب اللب المزمن والحاد. وهذه الحالة عادة تؤدي إلى حساسية الأسنان المزمنة الحادة أو ألم الأسنان, ويتم معالجته بإزالة العصب(لب) بطريقة تدعى معالجة قناة الجذر.وضع أكسيد الزنك واليوجينول"المؤقت"لبضعة إلى عدة أيام قبل وضع الحشوة الأخيرة يساعد على تقوية وتهدئة اللب. وهو يصنف على أنه مادة ترميمية متوسطة، وله خصائص تخديرية ومضاد الجراثيم. هو عادة يستخدم في إدارة تسوس الأسنان كحشوه مؤقتة. وملاط (اسمنت)أكسيد الزنك واليوجينول أدخل في عام 1890.
ومادة أكسيد الزنك واليوجينول أيضا تستخدم مادة لأخذ طبعة خلال إنشاء البدلة السنية الكاملة، وأيضا يستخدم في تقنية المخاطية لأخذ الطبعات عادة في طابع خاص, (أكريليك)ينتج بعد مادة الألجينات المنطبعة الأولية.لكن، أكسيد الزنك واليوجينول لا يستخدم إذا كان المريض عنده إبطة النسج الرخوة كبيرة أو الأحاديب، لان العلاج بواسطة مادة السيلكون المنطبعة سيكون أكثر ملائمة في هذا الوضع .
وتستخدم أكسيد الزنك واليوجينول أيضا كمضاد للميكروبات مضافة إلى طلاء .

## الأنواع
وفقاً لمواصفاتANSI\ADA no:30(ISO3107) واعتماداً على الاستخدام المقصود وتصميم التشكيل الفردي لكل من الأهداف المحددة:
1.النوعI : مسحوق اسمنت أكسيد الزنك واليوجينول المؤقت
2.النوع: I I مسحوق اسمنت أكسيد الزنك واليوجينول طويل الأمد
3.النوع I I I: حشوه أكسيد الزنك واليوجينول المؤقتة
4.النوع IV: حشوه أكسيد الزنك واليوجينول المتوسطة

## ( التركيب )
محتويات الكيميائية لأكسيد الزنك واليوجينول عادةً 
1.أكسيد الزنك~69.0%
2.روزين(الراتين النباتي) الأبيض 29.3%
3.أسيتات الزنك1.0%(يزيد القوة)
4.ستيارات الزنك0.7%(بمثابة مسرع)
5.السائل(يوجينول85%،زيت الزيتون15%)
6.أكسيد الزنك واليوجينول معجون الطبع موزع كمعجونين منفصلين. الأنبوب الأول يحتوي أكسيد الزنك والخضار النباتي أو الزيوت المعدنية, والأخر يحتوي يوجينول وروزين(الراتين النباتي). والخضار النباتي أو الزيت المعدني يعمل كمادة لزيادة الليونة وقابلية التشكيل ويساعد في إيقاف عمل اليوجينول كمهيج.
7.زيت القرنفل، الذي يحتوي 70%إلى 85%يوجينول، في بعض الأوقات يستخدم كتفضيل على اليوجينول بسبب انه يكون أقل احساسا بالحرق للمريض عندما يختلط مع الأنسجة الرخوة. وايضا إضافة الروزين(الرتين النباتي) للمعجون في الأنبوب الثاني يحسن من سرعة التفاعل ويعطي سلاسة، ويصبح المنتج أكثر تجانساً.
اما بلسم كندا وبلسم بيرو يستخدمان عادةً لزيادة الانسيابية وتحسين الخصائص المزجية. وفي حال كان المعجون الممزوج رقيق أو قليل القوام قبل وضعه، اما حشوه(مثل شمع) أو مسحوق بودرة خاملة(مثل كاولين(صلصال الصيني)، اومسحوق التالك(فلز التلك)، أو مسحوق تراب المشطورات من الممكن أن تضاف إلى واحد أو كلا المعجونين الأصليين.